# Musca crassirostris
Musca crassirostris är en tvåvingeart som beskrevs av Stein 1903. Musca crassirostris ingår i släktet Musca och familjen husflugor. Inga underarter finns listade i Catalogue of Life.